# Giulio Bertoni
Giulio Bertoni (Modena, 26 agosto 1878 – Roma, 28 maggio 1942) è stato un linguista, filologo e critico letterario italiano.

## Biografia
Nacque da Giuseppe e da Adele Baroni. A Modena compì le scuole inferiori e i primi anni delle superiori, che terminò al Liceo Gioberti di Torino. Iscrittosi alla facoltà di lettere dell'Università di Torino, subì l'influsso di Arturo Graf e, soprattutto, del suo maestro Rodolfo Renier.
Laureatosi nel 1901, si perfezionò a Firenze nel 1902 sotto la guida di Pio Rajna ed entrò in contatti con Guido Mazzoni. In seguito soggiornò a Parigi e a Berlino (1903-1904), dove strinse relazioni con i più importanti filologi del periodo: Paul Meyer, Jules Gilliéron, Adolf Tobler e, in seguito, Erich Auerbach.
Nel 1905 ottenne la libera docenza di filologia romanza all'Università di Torino, ma lo stesso anno venne chiamato ad insegnare la medesima disciplina dall'Università di Friburgo in Svizzera, prima come professore straordinario e poi (1909) ordinario. Fu un periodo molto fecondo: a Friburgo produsse circa 700 titoli, tra articoli, edizioni di testi e studi teorici e critici.
Tornò ancora, nel 1921 all'Università di Torino per poi spostarsi definitivamente, nel 1928, alla Sapienza di Roma, dove successe nell'insegnamento a Cesare De Lollis. Sotto la sua guida il dipartimento di studi romanzi dell'ateneo romano divenne un punto di eccellenza per gli studi del settore.
Cresciuto in ambito positivistico, fece proprie nell'età della maturità le teorie idealistiche.
Versato nella letteratura italiana, nella glottologia, e nella filologia romanza, diede il suo contributo a ognuna di queste materie.
Fu uno dei filologi romanzi più completi della scena internazionale.
Fu un apprezzato conferenziere.
Fondò a Ginevra nel 1917 e diresse fino alla morte l'Archivum romanicum.
Membro del comitato di redazione dell'Atlante linguistico italiano, lasciò questo incarico per dedicarsi alla direzione della sezione di Linguistica della Enciclopedia Italiana (1925-1937).
Dal 1930 al 1932 ricoprì la carica di presidente della Société de linguistique romane (dopo F. Brunot 1924-28, e K. Jaberg 1928-30) e come tale diresse la prestigiosa Révue de Linguistique Romane. Nel 1932, sempre durante la sua presidenza, diresse i lavori del III Congresso internazionale di filologia romanza, che per sua volontà si tenne a Roma, sul Campidoglio.
Dal 1935 fu socio nazionale dell'Accademia dei Lincei. Membro di numerose altre accademie in Italia e all'estero, gli furono conferiti diversi dottorati honoris causa. Fu insignito anche della Stella d'oro al merito della scuola.
Come accademico prima (dal 29 marzo 1932) e poi come presidente dell'Accademia d'Italia, diresse gli sforzi suoi e dell'Accademia sul problema dell'ortofonia e dell'ortografia dell'italiano, indirizzandola verso la lessicografia. Tuttavia il Vocabolario della lingua italiana in cinque volumi che ne risultò, i cui lavori erano iniziati nel 1935 e si erano conclusi nel 1941, non fu pubblicato che in parte (A-C) a causa della sua morte prima (1942), e della soppressione dell'Accademia poi. Stessa sorte toccò a un Dizionario di aeronautica, pronto per la stampa nel 1941, ma tuttora inedito. Il progetto di Bertoni, Ugo Ojetti e Alfredo Schiaffini per un Vocabolario etimologico italiano invece, avviato nell'assemblea del 22 gennaio del 1939, non poté essere terminato nemmeno per i lavori preparatori.
Più fortuna ebbe un'altra opera lessicografica. Nell'aprile 1933, Bertoni aveva assunto la direzione della redazione di un dizionario che documentasse e disciplinasse l'uso del lessico tecnico e scientifico marinaro italiano. L'opera, progettata dalla classe di Scienze fisiche dell'Accademia d'Italia nell'adunanza del 5 dicembre 1929, fu portata a compimento con la collaborazione di Enrico Falqui, di Angelico Prati (soprattutto per le etimologie) e di vari specialisti alla fine del 1937. Nel 1938 uscì così il Dizionario di marina medievale e moderno, opera di riferimento per gli studi storici sul lessico marinaresco tradizionale italiano.
Nel 1938 per l'EIAR, la vecchia RAI, Bertoni realizzò con Alfredo Panzini e Francesco Alessandro Ugolini un corso radiofonico di lingua italiana a puntate (La lingua d'Italia), con lezioni sulla storia linguistica dell'italiano, sulla pronuncia, sui dialetti. Durante le puntate, tra l'altro, si rispondeva a numerose domande poste per lettera dagli ascoltatori, spesso riguardanti questioni di grammatica e di pronuncia.
Frutto diretto di questa esperienza fu un Prontuario di pronunzia e di ortografia pubblicato per i tipi dell'EIAR nel 1939 e più volte ristampato (fino al 1949), in cui si propugnava l'unificazione della pronuncia italiana sulla base del modello della "lingua romana" (che non intende riferirsi - è utile chiarire - al romanesco, come gli stessi autori esplicitamente affermavano).
Nel 1941 fondò la rivista Cultura Neolatina.
Presso la Biblioteca Estense universitaria di Modena è conservato l'Archivio Giulio Bertoni, contenente i carteggi e il materiale archivistico moderno appartenuto allo studioso.
Il pittore Scipione lo ritrasse in un suo dipinto.

## Opere principali
- Il dialetto di Modena. Introduzione, grammatica, testi antichi, Torino, E. Loescher, 1905.
- Il Duecento, Milano, Vallardi, 1911.
- Il cantare del Cid, introduzione, versione, note, con due appendici a cura di Giulio Bertoni, Bari, Laterza, 1912.
- L'elemento germanico nella lingua italiana, Genova, Formiggini, 1914.
- I trovatori d'Italia. Biografie, testi, traduzioni, note, Modena, Orlandini, 1915.
- Italia dialettale, Milano, Hoepli, 1916.
- L' Orlando furioso e la rinascenza a Ferrara, Modena, Orlandini, 1919.
- I "Lais" del romanzo in prosa di Tristano, Torino, G. Chiantore, 1921.
- Programma di filologia romanza come scienza idealistica, in "Archivum Romanicum", v. 2 (1922).
- Ludovico Ariosto, Roma, Formiggini, 1925.
- (in collaborazione con Matteo Bartoli), Breviario di neolinguistica, Modena, Società tipografica modenese, 1925.
- La letteratura provenzale, Padova, CEDAM, 1926.
- Lingua e pensiero. Studi e saggi linguistici, Firenze, Olschki, 1932.
- Muratori e le Opere varie critiche di L. Castelvetro, Modena, Società tipografica modenese, 1933.
- I nuovi problemi della linguistica romanza, Paris, Libraire ancienne H. Champion, 1933.
- La lingua della "Scuola poetica siciliana", Basel, B. Schwabe, 1935.
- De Petrarque a Montaigne, Paris, Librairie E. Droz, 1936.
- Antiche liriche portoghesi, Modena, Società tip. modenese, 1937.
- Cantari di Tristano, Modena, Società tipografica modenese, 1937.
- La vecchia e nuova questione della lingua, in "Nuova antologia", 16 novembre 1938-XVII, pp. 122–131.
- (in collaboraz. con F. A. Ugolini) Prontuario di pronuncia e ortografia, Roma, E.I.A.R., 1939.
- Lingua e cultura, Firenze, Olschki, 1939.
- Poesia provenzale moderna. La Pleiade del Felibrismo, Modena, Società tipografica modenese, 1940.
- Saggi linguistici scelti da Giulio Bertoni e pubblicati da colleghi, amici e ammiratori a celebrare i 40 anni del suo insegnamento universitario, Modena, Soc. Tip. Modenese, 1940.
- Di alcuni fondamenti storici e filologici di un nuovo Vocabolario della lingua italiana, in "Rendiconti della classe di scienze morali e storiche della Reale accademia d'Italia", serie VII, vol. III (1942), fasc. IX.